# 1964 у телебаченні
Список 1964 у телебаченні описує події у сфері телебачення, що відбулися 1964 року.

## Події

### Без точних дат
- Початок аналогового мовлення телеканалу «ЦТ» на 2 ТВК в Ужгороді[1].